# Brooks (Geórgia)
Brooks é uma cidade  localizada no estado americano de Geórgia, no Condado de Fayette.

## Demografia
Segundo o censo americano de 2000, a sua população era de 553 habitantes.
Em 2006, foi estimada uma população de 660, um aumento de 107 (19.3%).

## Geografia
De acordo com o United States Census Bureau tem uma área de 
10,5 km², dos quais 10,5 km² cobertos por terra e 0,0 km² cobertos por água. Brooks localiza-se a aproximadamente 251 m acima do nível do mar.

## Localidades na vizinhança
O diagrama seguinte representa as localidades num raio de 16 km ao redor de Brooks. 